# Istmo de Perekop

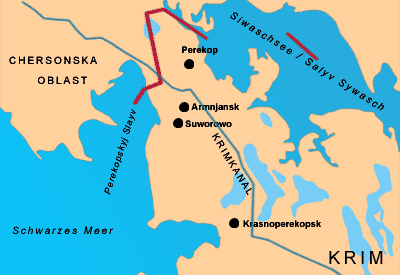
Mapa com o istmo de Perekop

O istmo de Perekop (em ucraniano:  Перекопський перешийок; em russo:  Перекопский перешеек ; em língua tártara da Crimeia: Or boynu) é um istmo com largura de 5 a 7 km, e liga a península da Crimeia ao continente europeu. Separa o mar de Syvach do mar Negro.